# Philipp Peter

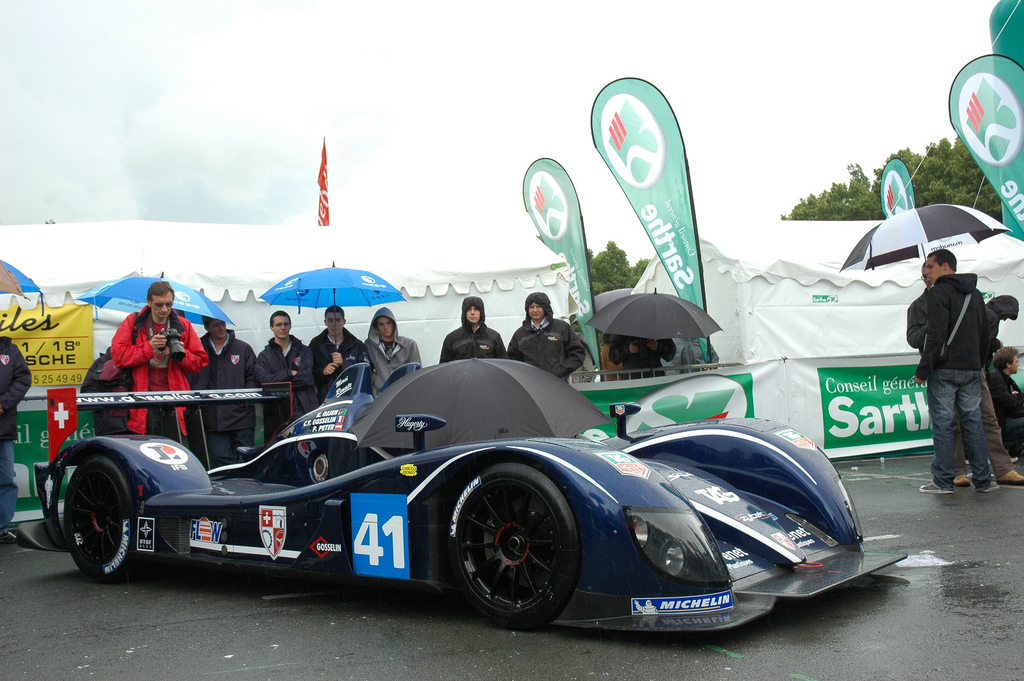
Der Zytek 07S/2 mit dem Philipp Peter beim 24-Stunden-Rennen von Le Mans 2009 am Start war

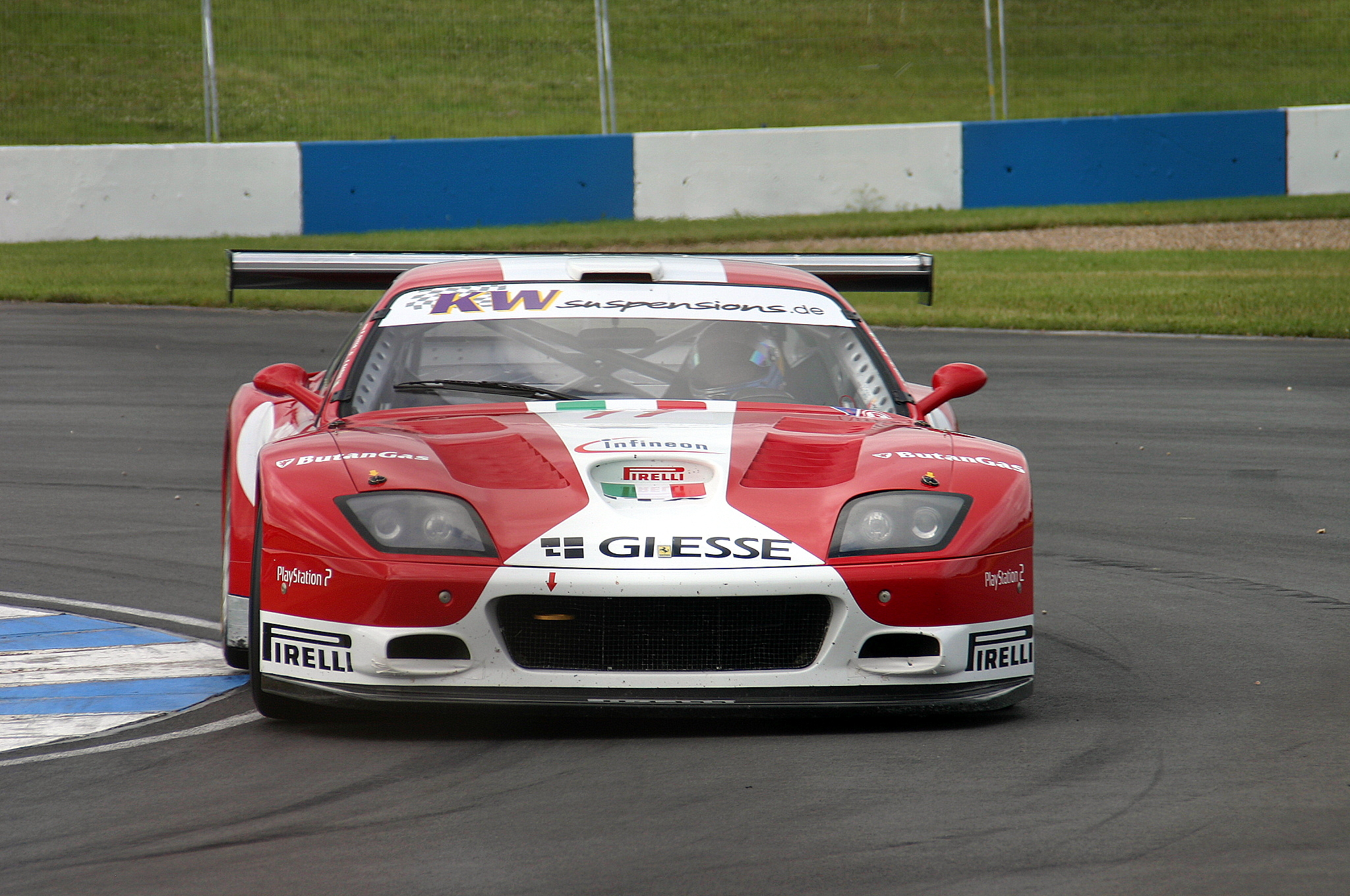
Der von Philipp Peter gefahrene Ferrari 575 GTC beim 500-km-Rennen von Donington 2004

Philipp Theodor Peter (* 6. April 1969 in Wien) ist ein ehemaliger österreichischer Automobilrennfahrer.

## Karriere

### Anfänge im Motorsport
Der Sohn von Peter Peter begann seine Rennsportkarriere 1985 im Kart und wechselte 1988 in die Österreichische Formel Ford. Nach zwei Podiumsplatzierungen in der Saison, versuchte sich Peter in den folgenden Jahren in der Formel Opel Lotus, der Deutschen und Österreichischen Formel 3. Zwar beendete er mehrere Rennen auf dem Podium, erzielte bis dahin jedoch nicht den großen Durchbruch im Formelsport. 1994 gelang Peter sein erster Rennsieg in der Deutschen Formel 3. Daher versuchte er sich auch im folgenden Jahr in der Deutschen und Japanischen Formel-3-Meisterschaft, konnte aber an das Ergebnis nicht anknüpfen und beendete sein Engagement im Formelsport.

### Tourenwagen
Parallel zu seinen Formel-3-Rennen erhielt er 1995 einen Vertrag im Super Tourenwagen Cup. Dort steuerte er in der gesamten Saison einen Audi 80 Quattro für das private Team MIG. Zudem startete er für Opel in zwei Läufen der japanischen Tourenwagen-Meisterschaft. 1996 konzentrierte Peter sich nun komplett auf den Tourenwagensport und wechselte zum Audi-Werksteam. Mit dem neuen Audi A4 Quattro konnte er in der Saison ein Rennen gewinnen und drei weitere Läufe auf dem Podium beenden, dennoch schloss er die Saison lediglich im vorderen Mittelfeld ab. 1997 blieb Peter in der STW, konnte aber an seine Vorjahresergebnisse nicht anknüpfen und beendete die Saison mit einer Podiumsplatzierung im hinteren Mittelfeld. Parallel dazu startete er für Konrad Motorsport und Angelo Zadra bei insgesamt drei FIA-GT-Meisterschaftsläufen in einem Porsche 911 GT2. Jedoch blieb die Podiumsplatzierung in der GTS-2-Klasse mit Franz Konrad in Road Atlanta das einzige positive Ergebnis.

### Indy Lights
Peter wechselte daher 1998 in die amerikanische Nachwuchsserie Indy Lights. Er beendete das erste Jahr als Rookie of the Year und verbesserte seine Ergebnisse 1999 mit drei Gesamtsiegen und drei weiteren Podien deutlich. Allerdings blieb er in beiden Jahren hinter dem Teamkollegen und späteren Meister Oriol Servià zurück.

### Sportwagensport
Nach seinen Einsätzen 1997 in drei GT-Rennen war Peter im Januar 1998 zu den Vortests zum 24-Stunden-Rennen von Daytona gemeldet, erhielt jedoch für den Meisterschaftslauf in einem Porsche 911 GT1 kein Cockpit. Erst nach Ende seines Engagements eröffnete sich mit RWS Motorsport die Rückkehr in den Sportwagensport. Im Januar und Februar 2000 pilotierte Peter unter anderem mit Luca Riccitelli und Dieter Quester einen Porsche 996 GT3 R bei den beiden bedeutenden Langstreckenrennen in Daytona und Sebring. Mit zwei Podiumsplatzierungen in seiner Klasse erhielt Peter zudem die Möglichkeit, bei RWS Motorsport in Europa an einem Meisterschaftslauf der FIA-GT-Meisterschaft teilzunehmen. Sein Hauptengagement in dieser Saison galt jedoch der FIA Sportscar Challenge, die Peter mit Marco Zadra als Dritter im Gesamtklassement abschloss. Trotz der guten Leistungen für die BMS Scuderia Italia erhielt er im folgenden Jahr keine Möglichkeit, erneut im Ferrari 333 SP anzutreten.
So wechselte er im Jahr 2001 in die FIA-GT-Meisterschaft und fuhr im Porsche 996 GT3 RS mit Autolando Sport, Redolfi Orlando und Art Engineering bei insgesamt drei unterschiedlichen Teams. Dennoch siegte er in der N-GT in zwei Rennen der Meisterschaft mit unterschiedlichen Teamkollegen. Parallel dazu fuhr Peter auch im Porsche Supercup und beendete seine erste Saison im Mittelfeld. Im folgenden Jahr steigerten sich seine Leistungen im Porsche-Markenpokal. Er gewann zwei Rennen und beendete zwei weitere auf dem Podium, am Jahresende belegte er hinter Teamkollege Marco Werner den achten Gesamtrang. Zusammen mit Werner erhielt er zudem die Möglichkeit, beim 24-Stunden-Rennen von Le Mans teilzunehmen. Für das Audi-Werksteam Joest Racing fuhr er den Audi R8 zusammen mit Werner und Michael Krumm auf den dritten Gesamtrang. Parallel dazu startete Peter auch weiterhin in der FIA-GT-Meisterschaft, konnte aber mit Landsmann Toto Wolff lediglich in Oschersleben einen Klassensieg einfahren und spielte in der Meisterschaftsentscheidung der N-GT keine Rolle.
2003 startete Philipp Peter nun in mehreren Sportwagenserien. Zu Beginn des Jahres siegte er für Joest Racing beim 12-Stunden-Rennen von Sebring. Danach pilotierte er in Europa in der FIA-GT-Meisterschaft den von N.Technology entwickelten Ferrari 550 Maranello und später den Ferrari 575 GTC, wobei er nach einer Reihe von technischen Defekten den Meisterschaftslauf in Estoril mit Fabio Babini als Gesamtsieger beendete. Daneben startete er in der europäischen Tourenwagen-Langstreckenmeisterschaft auf einem BMW von Duller Motorsport und beendete zum Jahresende das 1000-km-Rennen von Le Mans als Klassensieger mit Andrea Montermini und Klaus Engelhorn. Im folgenden Jahr konzentrierte sich Peter wieder stärker auf die FIA-GT und die Tourenwagen-Langstreckenmeisterschaft. Er startete dennoch zu Beginn der Saison beim 24-Stunden-Rennen von Daytona, das er auf dem Podium seiner Klasse abschloss. Die Ergebnisse in der GT-Meisterschaft mit Babini blieben durchwachsen. Das Team beendete mehrere Läufe auf dem Podium, dem gegenüber standen jedoch mehrere Ergebnisse außerhalb der besten Zehn.
Im Jahr 2005 fuhr Peter nun ausschließlich in der FIA-GT-Meisterschaft, erhielt mit dem Maserati MC12 GT1 nun ein neues Fahrzeug und kehrte damit nach 2003 zum monegassischen Team JMB zurück. Mit zwei zweiten Plätzen beim 24-Stunden-Rennen von Spa-Francorchamps und in Bahrain beendete er die Saison im Mittelfeld. 2006 ergaben sich für ihn eine Reihe neuer Möglichkeiten. Beim 24-Stunden-Rennen von Dubai fuhr er für das Team Duller Motorsport mit Dieter Quester, Hans-Joachim Stuck und Toto Wolff zum Klassensieg. Zudem erhielt er bei seinem ehemaligen Porsche-Supercup-Team Farnbacher Racing ein Cockpit für das 24-Stunden-Rennen von Daytona. Den Meisterschaftslauf mit Marco Werner, Dieter Quester und Luca Riccitelli beendete er im Porsche 997 GT3 Cup als Zweitplatzierter seiner Klasse. In der FIA-GT wechselte er zum österreichischen Team Racealliance und erhielt mit einem Aston Martin DBR9 und Karl Wendlinger sowohl ein neues Fahrzeug als auch einen neuen Teamkollegen. Zwar gewann er für das Team sein zweites Rennen in der Serie, jedoch fiel das Fahrerduo bei mehreren weiteren Läufen aus und spielte somit für die Meisterschaftsentscheidung keine Rolle. Zur Mitte der Saison erhielt er zudem die Möglichkeit, erneut in einem Le-Mans-Prototyp beim namensgebenden 24-Stunden-Rennen zu starten, fiel allerdings vorzeitig wegen technischen Defekts aus.
In Folge seiner guten Resultate startete Peter 2007 in drei verschiedenen Serien und bei den bedeutenden Langstreckenrennen in Europa und Amerika. Dabei begann die Saison mit dem Gesamtsieg beim 24-Stunden-Rennen von Dubai mit Dieter Quester, Dirk Werner und Jamie Campbell-Walter. In der FIA-GT wechselte er im Laufe der Saison zwischen der Chevrolet Corvette C6.R von PSI-Experiance, dem Maserati von JMB, einem Ferrari F430 GT von Advanced Engineering und einem Aston Martin DBR9 von Gigawave Motorsport, konnte jedoch lediglich eine Podiumsplatzierung verbuchen. In ausgewählten Läufen der International GT Open lief es indes besser und er beendete unter anderem ein Rennen im Ferrari F430 GT als Gesamtsieger. Bei zwei weiteren Wochenenden fuhr Peter in der ADAC GT Masters und beendete jeden der vier Läufe mit Henri Moser auf dem Podium, davon zwei als Gesamtsieger. Darüber hinaus war er auch beim Saisonfinale der Le Mans Series in Brasilien gemeldet und beim 6-Stunden-Rennen von Vallelunga.
Nach der Saison mit mehr als 27 Rennstarts, konzentrierte sich Peter 2008 wieder stärker auf die FIA-GT-Meisterschaft. Er startete jedoch außerhalb der Serie erneut beim 24-Stunden-Rennen von Dubai, das er auf dem dritten Klassenrang beendete. In der anschließenden Saison der FIA-GT wechselte er zu Gigawave Motorsport, wobei er an der Seite von Allan Simonsen den Großteil der Meisterschaft absolvierte und am Jahresende Siebter wurde. Nach der Saison kehrte er der Serie allerdings den Rücken und startete 2009 nun in der Le Mans Series und der International GT Open. Während er im Le-Mans-Prototyp der LMS lediglich zwei Zielankünfte vorweisen konnte, beendete er die Saison mit seinem Teamkollegen Michal Broniszewski als GTS-Meister der International GT Open.
Im November 2014 erklärte er seinen Rücktritt vom professionellen Motorsport.

## Privates
Philipp Peter lebt zusammen mit seiner Frau und seinem Sohn in Monaco.

## Statistik

### Le-Mans-Ergebnisse
| Jahr | Team                  | Fahrzeug                | Teamkollege    | Teamkollege          | Platzierung | Ausfallgrund    |
| ---- | --------------------- | ----------------------- | -------------- | -------------------- | ----------- | --------------- |
| 2002 | Audi Sport Team Joest | Audi R8                 | Michael Krumm  | Marco Werner         | Rang 3      |                 |
| 2006 | Swiss Spirit          | Courage LC70            | Harold Primat  | Marcel Fässler       | Ausfall     | Getriebeschaden |
| 2007 | PSI Experience        | Chevrolet Corvette C6.R | David Hallyday | Claude-Yves Gosselin | Rang 28     |                 |
| 2009 | G.A.C. Racing Team    | Zytek 07S/2             | Karim Ojjeh    | Claude-Yves Gosselin | Ausfall     | Defekt          |

### Sebring-Ergebnisse
| Jahr | Team                | Fahrzeug          | Teamkollege     | Teamkollege    | Platzierung | Ausfallgrund |
| ---- | ------------------- | ----------------- | --------------- | -------------- | ----------- | ------------ |
| 2000 | RWS Motorsport      | Porsche 911 GT3-R | Luca Riccitelli | Dieter Quester | Rang 14     |              |
| 2001 | RWS Motorsport      | Porsche 911 GT3-R | Norman Simon    | Dieter Quester | Ausfall     | Aufhängung   |
| 2003 | Infineon Team Joest | Audi R8           | Marco Werner    | Frank Biela    | Gesamtsieg  |              |